# Sabariz
Sabariz is een plaats (freguesia) in de Portugese gemeente Vila Verde en telt 353 inwoners (2001).